# Cechenena catori
Cechenena catori là một loài bướm đêm thuộc họ Sphingidae. Nó được tìm thấy ở Indonesia.